# 日本テレビスペシャル
『日本テレビスペシャル』（にほんテレビスペシャル）は、1982年10月9日に日本テレビ系列局で大型特別番組として放送されたバラエティ番組である。ステレオ放送。

## 概要
1982年、日本テレビ麹町分室（当時本社）北本館の老朽化に伴う改装で新装されたGスタジオ（2代目）が10月に落成。そこからの初番組で、4時間に渡って放送された大型特番である。新Gスタジオは、完成当時は日本のテレビ・スタジオとしては最大の広さを持っていた。
番組は、2部構成で行われ、番組前半では「欽ちゃんのこれが日本一!」を萩本欽一の司会で行い、そして後半では当時同系列局で放送されていた『カックラキン大放送!!』の出演者たちが中心になって進める「ザ・バラエティー」を徳光和夫アナの司会で行った。

## 放送時間
土曜 19:00 - 22:48 (JST)
- 19:00の『三枝の恋ピューター』（読売テレビ製作）と21:00の『グランド劇場 天まであがれ!』は既に終了、19:30の『土曜トップスペシャル』と22:00の『テレビ三面記事 ウィークエンダー』は休止[注釈 1]、21:54の『番組案内』は22:48へ繰り下げられた。
- 20:54 - 21:00には番組を一旦休止し、『NNNニューススポット』を放送した。

## 出演者

### 欽ちゃんのこれが日本一!

#### 司会
- 萩本欽一（コント55号）

#### ゲスト
- 武田鉄矢
- タモリ
- 横山やすし（横山やすし・西川きよし）
- 西城秀樹
- 榊原郁恵
- 谷啓（ハナ肇とクレージーキャッツ）
- 竹村健一
- 野口五郎
- 大橋恵里子
- 松崎しげる
- アグネス・チャン
- 喜多郎
- ほか

### ザ・バラエティー

#### 司会
- 徳光和夫（当時日本テレビアナウンサー）

#### ゲスト
- 沢田研二
- 郷ひろみ
- 西城秀樹
- 近藤真彦
- 田原俊彦
- 堺正章
- シブがき隊
- 井上順
- 木の実ナナ
- 研ナオコ
- 草笛光子
- ハナ肇（ハナ肇とクレージーキャッツ）
- LAノッカーズ（アメリカのダンスチーム）[3]

## 各コーナー

### 欽ちゃんのこれが日本一!
- 欽ちゃんバンド
- スター動物対談
- 「日本一さん」大集合

### ザ・バラエティー
- 軍艦上のトシちゃん
- 順とナオコのテクニカルショー「ピンク・パンツ」
- グランドピアノ33台の大演奏
- テニスショー（この中で、当時としての最新技術レベルに於ける、コンピューターによる映像処理が使われている。）
- ひろみ&LAノッカーズのダンスショー[3]

## 後日談
- 放送から40年半後の2023年4月6日に同局で放送された『日テレ系 生番組の祭典!生デミー賞2023年』で、『欽ちゃんのこれが日本一』から、日本体育大学学生によるパフォーマンス「エッサッサ」が放送された。